# إيداع الأطفال ذوي الإعاقة في مؤسسات في روسيا

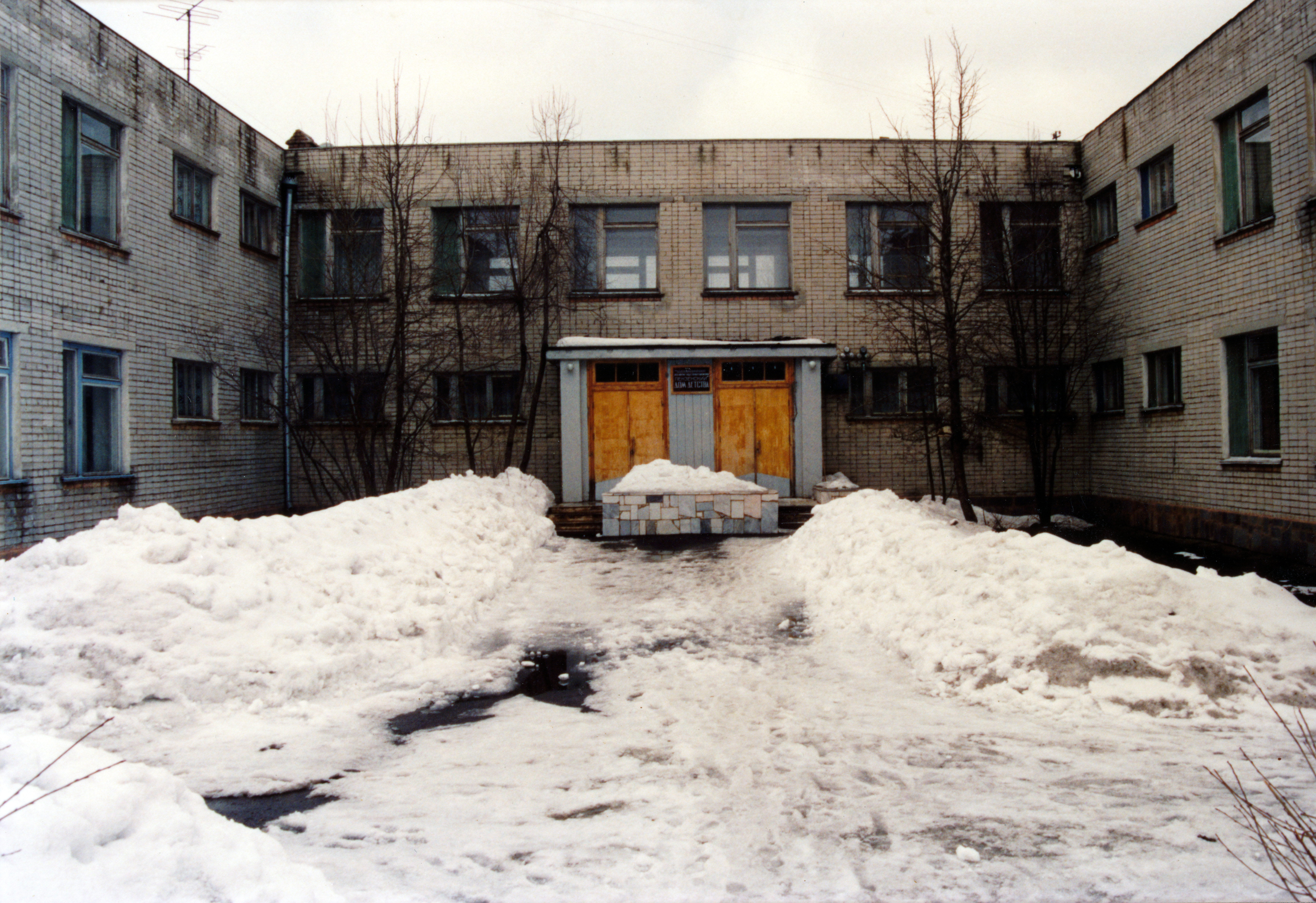
دار الأيتام الروسية

وضع الأطفال ذوي الإعاقة في المؤسسات في روسيا هو وضع الأطفال الذين تُخلى عنهم أو الذين لا يستطيع آباؤهم دعمهم في منشأة يمكن أن تكون مشابهة لدار الأيتام. يحدث هذا غالبًا في البلدان التي لا تتوفر فيها طرق بديلة للرعاية. قد يكون تعريف المؤسسة غامضًا؛ فـ"تقرير مجموعة الخبراء المخصصة بشأن الانتقال من الرعاية المؤسسية إلى الرعاية المجتمعية" يحدد المؤسسة بناءً على المبادئ التوجيهية التالية:
- منشأة منفصلة عن المجتمع المحلي ولا تسمح بالتفاعل المجتمعي الطبيعي: 119 [3]
- منشأة تضم مجموعة كبيرة من الأعضاء غير العائليين الذين يُطلب منهم اتباع جدول زمني مخطط مسبقًا قد لا يلبي احتياجاتهم الفردية: 119 [3]
- منشأة توفر السكن للأفراد المنعزلين بسبب الإعاقة والذين يضطرون للعيش في عزلة لفترات طويلة من الزمن: [3] 119 وفقًا لاتفاقية حقوق الطفل، المادة 23: "تعترف الدول الأطراف بأنه ينبغي للطفل المعوق عقليًا أو جسديًا أن يتمتع بحياة كاملة ولائقة، في ظروف تضمن كرامته وتعزز الاعتماد على الذات وتسهل مشاركته الفعالة في المجتمع".[4] وتجد لجنة حقوق الطفل أن المؤسسات أصبحت خيارًا واسع الانتشار لوضع الأطفال ذوي الإعاقة. ويشير التعليق العام رقم 9 لعام 2006 إلى القلق إزاء الافتقار إلى العلاج الكافي المقدم، فضلاً عن زيادة التعرض للإساءة والإهمال المؤسسي.[5] وفي روسيا، يوجد ما بين 400 ألف إلى 600 ألف طفل تحت الرعاية المؤسسية، ويتعرض هؤلاء الأطفال للمخاوف المذكورة في تقرير اللجنة.[6]

## الأيديولوجية السوفيتية للمؤسسية
في عام 1917، أدت الثورة الروسية إلى ظهور أيديولوجية سوفييتية تركزت حول فكرة إنشاء مجتمع خالٍ من الشذوذ. وعلى هذا النحو، اعتُبر الأطفال الذين يولدون من ذوي الإعاقة "معيبين"، و طورت سياسة "علم العيوب" من خلال القرارات التي أقرها مجلس وزراء الاتحاد السوفييتي. وبموجب القانون، كان على الآباء إرسال أبنائهم إلى مؤسسات، حيث كانت الرعاية الأسرية تعتبر غير كافية لتربية الأطفال ذوي الاحتياجات الخاصة؛ ووجدت الدولة أنه من الضروري تصحيح مثل هذه الإعاقات، ووعدت بتوفير العلاج اللازم. وقد تأثرت مثل هذه السياسات بمعهد ليف فيجوتسكي لعلم العيوب، الذي استند إلى فكرة مفادها أنه ينبغي تصحيح جميع الأطفال حتى يتمكنوا من الأداء الطبيعي. إذا لم يتمكنوا من المشاركة وتلبية متطلبات المعايير "العادية" عند الالتحاق بالمدرسة، فقد أُعتبروا "غير قابلين للتعليم" وكانوا عرضة لحياة مؤسسية معزولة ومنفصلة عن الجمهور. ولم تكن المدارس تتمتع بالمرونة اللازمة للتكيف مع احتياجاتهم. كان إنشاء الفصل الاجتماعي مقبولاً على نطاق واسع، وكان الفصل الواضح بين الأفراد ذوي الإعاقة وبقية المجتمع جزءًا من الحياة اليومية في روسيا. لم يكن العزل المبكر لهؤلاء الأفراد مقتصرًا على السنوات الأولى من حياتهم، بل استمر حتى مرحلة البلوغ بسبب القوانين التي جمعت المواطنين ذوي الإعاقة في مجال عمل واحد، مما أدى إلى عزلهم بشكل أكبر عن المجتمع.

## آثار المؤسسات على الأطفال
وجد تقرير عام 1998 " نتائج وتوصيات بعثة تقصي الحقائق التي ترعاها اليونيسف إلى الاتحاد الروسي" حالات أطفال تركوا مهملين ومقيدين بالقيود، فضلاً عن حالات من الصور النمطية، مثل الإيذاء الجسدي الذاتي والتأرجح في المؤسسات الروسية. كما لوحظ أيضاً حبس الأطفال في الفراش لساعات وأيام، وعزل الأطفال الأكبر سناً في فصول دراسية مؤسسية منفصلة، حيث يتعرضون لتعليم غير كاف. وقد عزا التقرير هذه الظروف إلى نقص الموارد اللازمة وإرهاق الموظفين، الذين لا يستطيعون تقديم الرعاية اللازمة لجميع الأطفال. في كثير من الأحيان كان الموظفون يحصرون الأطفال المقيمين في المؤسسات في أسرتهم أو مهودهم إذا اعتبر الطفل معديًا أو إذا كان ضعيفًا جدًا بحيث لا يمكن نقله من سريره. كان الأطفال الأكثر إثارة للقلق بالنسبة لمديري دار الأيتام يُجبرون على البقاء في الفراش، وغالبًا ما يُقيدوا بقطع من القماش في أسرة في "غرف استلقاء" مخصصة. من الشائع أن يُعتبر الطفل المعاق في مؤسسة ما معديًا بسبب حالته العقلية بما في ذلك الأطفال الذين شُخصوا إصابتهم بالفصام. موظفو دار الأيتام يهملون الأطفال معتقدين أن الرعاية سوف "تفسد" الأطفال (تقرير هيومن رايتس ووتش). يُحرم الأطفال من تجربة التواجد في الهواء الطلق والحصول على الاهتمام العاطفي.
لقد أجريت أبحاث متعلقة بالرعاية المؤسسية في مختلف البلدان الأوروبية ووجدت أن هذه الأنواع من البيئات تؤدي إلى مجموعة كبيرة من العواقب السلبية. وفيما يلي التأثيرات الشائعة:
- يُعدّ تأخر النموّ شائعًا نتيجةً لغياب التحفيز البدنيّ والإهمال اليومي، بالإضافة إلى تأخر المهارات الحركية، وقصور نموّ الدماغ، وضعف المهارات الاجتماعية والإدراكية، وصعوبات النطق. كما تُعدُّ اضطرابات التعلق شائعةً أيضًا، ممّا يؤدي إلى أفعال مؤذية ذاتية الإلحاق. كما أُبلغ عن سلس البول، واضطرابات القلق، واضطرابات الأكل، وصعوبة تكوين علاقات صحية.:[11] 121[12]
- يحدث تأخير النمو البدني نتيجة لمجموعة متنوعة من الأسباب. سوء التغذية، ونقص التحصين، والتغذية غير السليمة، والاكتئاب الناتج عن نقص الاهتمام العاطفي، كلها عوامل تساهم في تأخير النمو البدني بين الأطفال. وقد بُلغ عن انتشار الأمراض المعدية ومشاكل في الرؤية والسمع وقصر القامة والوزن، إلى جانب صغر حجم الرأس. في حين أن الأطفال قد يعانون من عيوب خلقية قابلة للتصحيح، إلا أن الجراحة أو العلاج اللازم نادرًا ما تُوفر.[12][13]
- ينتشر الإساءة المؤسسية على نطاق واسع، مما يؤدي إلى مزيد من الضرر الجسدي والنفسي. كما يحدث الإساءة الجنسية، ولكن معدل تكرارها غير معروف.:[3] 121 [12]

## الوضع الحالي
في عام 1993، تضمن الدستور الروسي مواداً تتضمن حماية الأطفال. وكان من المقرر تأمين تنفيذ هذه المواد من خلال لوائح مختلفة، فضلاً عن القانون الاتحادي بشأن الضمانات الأساسية لحقوق الطفل، الذي بدأ العمل به في 21 يوليو/تموز 1998، ويتضمن المبادئ المنصوص عليها في اتفاقية حقوق الطفل. ورغم هذه القوانين، فإن الخدمات المقدمة للأطفال ذوي الإعاقة في روسيا تعكس المواقف التي ترسخت خلال الحقبة السوفييتية، حيث أفاد الآباء أنهم ما زالوا يشجعون على ترك أطفالهم للرعاية المؤسسية. في الآونة الأخيرة، تجاهلت المزيد من الأسر هذه النصيحة واختارت رعاية أطفالها على الرغم من أن البعض اضطر إلى اتباع النصيحة الأولية في وقت لاحق بسبب الصعوبات المالية. وتفيد الأمهات أيضًا بمواجهتهن للعداء العام من المجتمع عندما يختارن رعاية أطفالهن بدلاً من وضعهم في منشأة حكومية، ولا تزال الوصمات المتعلقة بالإعاقة سائدة في المجتمع الروسي.
اعتبارًا من عام 2013، أعطى القانون الفيدرالي الروسي "بشأن التعليم" للأطفال ذوي الإعاقة الحق في الالتحاق بمدارس التعليم العام جنبًا إلى جنب مع الأطفال الآخرين غير المعاقين الذين يذهبون إلى أقرب مدرسة إلى المنزل.
في أعقاب التطورات التي حدثت عام 2013، يجري تطوير 10 مدارس في سانت بطرسبرغ ببرامج تعليمية شاملة للأطفال ذوي الإعاقة، بتمويل قدره 9.7 مليون روبل، أي ما يعادل ٩.٧ ملايين روبل في ٢٠٢٣. أصبح الأطفال ذوو الإعاقة قادرين تدريجياً على الوصول إلى المزيد من أماكن الإقامة في المدارس العادية والتعليم الجامعي خلال السنوات الأخيرة.
تشير تقارير وزارة العمل والحماية الاجتماعية الروسية إلى أن عدد الأطفال ذوي الإعاقة بين الأشخاص الذين حصلوا على تعليم عالٍ في روسيا "أقل بمرتين من عدد الأشخاص غير المعاقين".

### أحكام الحكومة
عندما يُتخلى عن الأطفال حديثي الولادة وحتى سن الرابعة من قبل والديهم لأسباب مختلفة، يُنقلوا إلى بيوت الأطفال، والتي تخضع لتنظيم وزارة الصحة. وبعد ذلك يُقيم الأطفال الذين تبلغ أعمارهم أربع سنوات لتحديد المؤسسة التي ينبغي إلحاقهم بها. وتأوي المؤسسات التي تنظمها وزارة التربية والتعليم والعلوم الأطفال الذين يعتبرون قابلين للتعليم، أما الأطفال الآخرون الذين يتبين أنهم غير قابلين للتعليم فيذهبون إلى مؤسسات تشرف عليها وزارة العمل والتنمية الاجتماعية. كبالغين، يُنقل الأشخاص المصنفين على أنهم غير قابلين للتعليم إلى مؤسسة للبالغين، حيث تترك بعض المرافق الأفراد ليعيشوا في حالة طريح الفراش.
بمجرد أن يبلغ الأطفال ذوو الإعاقة في دور الأيتام الروسية 18 عامًا، يُنقل العديد منهم إلى مؤسسات حكومية مغلقة للبالغين دون موافقة الشاب.
وأشارت دراسة أجرتها منظمة هيومن رايتس ووتش إلى أن:
- في خمس مدن في روسيا، وثقت 28 حالة لأطفال نُقلوا قسراً إلى مؤسسة للبالغين بمجرد بلوغهم سن 18 عاماً،
- بالإضافة إلى 18 حالة لأطفال نُقلوا إلى مؤسسة للبالغين في سانت بطرسبرغ من مؤسستهم الحالية للأطفال في سانت بطرسبرغ.

وأشارت دراسة هيومن رايتس ووتش لعام 2020 أيضًا إلى وجود العديد من الحالات التي أُجبر فيها الأطفال الذين يعيشون في دور الأيتام الروسية على توقيع أوراق للانضمام إلى مؤسسة للبالغين دون تقديم الدعم لهم أو المعرفة بكيفية العيش بشكل مستقل. نُقل بعض الشباب إلى مؤسسة للبالغين دون إشعار أو موافقة.
تأسست منظمة أطفال بافلوفسك على يد مارغريت فون دير بورشاس، وهي منظمة خيرية تأسست عام 1992 لمساعدة الأطفال الذين بلغوا سن 18 عامًا وغير قادرين على الاستمرار في العيش في دور الأيتام الروسية. "هدفنا هو تحويل هذه المؤسسات إلى مؤسسات تدعم الأسر."

### التعليم الخاص
وفقا لمكتبة الكونجرس، يحتاج حوالي 1.6 مليون طفل في روسيا إلى الوصول إلى التعليم الخاص. وعلى الرغم من الأحكام القانونية التي تسمح للأطفال بالالتحاق بالمدارس وتفرض توفير التعليم المتخصص، فإن معظمهم لا يتلقون تعليماً عاماً. ومع ذلك، شهد توفير خدمات إعادة التأهيل تقدمًا ملحوظًا بما يتوافق مع نوع الإعاقة. توجد ثماني مدارس تخدم الأفراد ذوي الإعاقات التالية: التخلف العقلي الشديد، ومستويات مختلفة من العمى والصمم، بالإضافة إلى مشاكل الحركة الشديدة. تذكر مكتبة الكونجرس أنه "في عام 2006، كان لدى روسيا 1373 مدرسة داخلية لـ 170 ألف طفل يعانون من اضطرابات النطق والسمع واللغة، وضعف البصر، والتخلف العقلي، وأمراض الهيكل العظمي، والسل؛ و1946 مدرسة نهارية لـ 236 ألف طالب من ذوي الإعاقة". ومع ذلك، في المقام الأول، يُضع الأطفال في مؤسسات في سن مبكرة. منذ عام 1993، قدمت وزارة التعليم توصية بشأن توفير فصول دراسية للأطفال ذوي الإعاقات التعلمية، ولكن هذا النوع من التغيير الاجتماعي لا يزال قيد التنفيذ.

## المبادرات

### الخطط الدولية المقترحة
وضعت العديد من الهيئات الدولية مبادئ تدعم حقوق الأطفال ذوي الإعاقة.: 121 في عام ٢٠٠٨، نصّت مبادرة منظمة الصحة العالمية "صحة أفضل، حياة أفضل" على أن هدفها هو: "ضمان أن يكون جميع الأطفال والشباب ذوي الإعاقات الذهنية أعضاءً مشاركين كاملين في المجتمع، يعيشون مع أسرهم، مندمجين في المجتمع، ويتلقون الرعاية الصحية والدعم المتناسبين مع احتياجاتهم". وقد نصّت اتفاقية حقوق الأشخاص ذوي الإعاقة على المواد التالية التي تُحدد حقوق الأطفال ذوي الإعاقة، والتي تحميهم أيضًا من الإيداع في المؤسسات.
- المساواة وعدم التمييز (المادة 5)؛
- الحق في الحياة (المادة 10)؛
- الاعتراف المتساوي أمام القانون (المادة 12)؛
- الحق في الحرية والأمن (المادة 14)؛
- عدم التعرض للتعذيب أو المعاملة أو العقوبة القاسية أو اللاإنسانية أو المهينة (المادة 15)؛
- الحرية من الاستغلال والعنف والإساءة (المادة 16)؛
- احترام السلامة البدنية والعقلية (المادة 17)؛
- الحق في العيش بشكل مستقل والاندماج في المجتمع (المادة 19)؛
- احترام الخصوصية (المادة 22)؛ و
- احترام البيت والأسرة (المادة 23).[22]

وقد أدى القلق المتعلق بانتهاك مواد اتفاقية حقوق الأشخاص ذوي الإعاقة إلى عقد يوم مناقشة عام للأمم المتحدة، والذي أدى بدوره إلى وضع المبادئ التوجيهية للأمم المتحدة بشأن الرعاية البديلة للأطفال في عام 2009. تنص الفقرة 22 على ما يلي: "مع الاعتراف بأن مرافق الرعاية السكنية والرعاية الأسرية تتكاملان في تلبية احتياجات الأطفال، فإنه في حال وجود مرافق رعاية سكنية كبيرة (مؤسسات)، ينبغي تطوير بدائل في سياق استراتيجية شاملة لإلغاء المؤسسات، مع تحديد أهداف وغايات محددة، تسمح بالقضاء عليها تدريجيًا." وللالتزام بالمبادئ التوجيهية وإنهاء ممارسة المؤسسات، وضع فرع المكتب الإقليمي لأوروبا التابع لمفوضية الأمم المتحدة لحقوق الإنسان مجموعة من الحلول المقترحة في تقريره "حقوق الأطفال المعرضين للخطر دون سن الثالثة: إنهاء إيداعهم في الرعاية المؤسسية". وتشمل هذه الحلول ما يلي:
- الموارد للأسر، مثل الدعم المجتمعي، والتعليم، والرعاية الصحية، والمستويات المناسبة من الخدمات الوقائية، والداعمة، أو التأهيلية حسب الحاجة.[22]
- المساعدات الاقتصادية للمساعدة في تغطية التكاليف الإضافية المرتبطة بتوفير الرعاية الكافية للأطفال ذوي الإعاقة. يمكن أن تكون هذه المساعدة في شكل منح أو معاشات اجتماعية أو أي شكل آخر من أشكال المساعدة المالية.[22]
- خيارات الرعاية المناسبة إذا كانت الأسرة غير راغبة في الاحتفاظ بالطفل. ويجب أن توفر هذه المرافق الدعم والتعليم والخدمات المتكاملة. في الظروف التي يكون فيها الآباء راغبين في رعاية الطفل ولكن غير قادرين على ذلك، يجب أن تكون هناك فرصة للأطفال للتفاعل مع والديهم قدر الإمكان.[22]

### الحكومة الروسية
تذكر مكتبة الكونجرس الأمريكية أنه "حتى عام 1979، لم يُعترف قانونيًا بالأطفال ذوي الإعاقة في الاتحاد السوفييتي لأن الإعاقة كانت تُعرف بأنها عدم القدرة على أداء الوظائف المهنية بسبب المرض أو الصدمة". ونتيجة لذلك، لم تُمنح أي فوائد للأشخاص ذوي الإعاقة. في 14 ديسمبر 1979، أصبح الأطفال الذين تقل أعمارهم عن ستة عشر عامًا قادرين على الحصول على فوائد صحية إذا كانوا مصابين بمرض معين، كما هو موضح في لائحة وزارة الرعاية الصحية رقم 1265. لقد أدى التصديق على الدستور الروسي عام 1993 إلى إحراز تقدم في مجال حقوق الإنسان للجميع من خلال تحديد المبادئ التوجيهية التي تضمن حريات جميع الأفراد. رغم استمرار انتشار المؤسسات على نطاق واسع، فإن تقييم الأطفال بناءً على قدراتهم يوفر بعض الضمانات للأهل. إذ يُفترض إبلاغ الوالدين بنتائج التقييم والحصول على موافقتهم على المؤسسة المحددة قبل نقل الطفل إليها. ومع ذلك، قد لا تكون عملية إلحاق الأطفال بالمؤسسات دائمًا دقيقة، خاصة في حال غياب الموارد اللازمة لتلبية احتياجاتهم.

### التبني في الولايات المتحدة
وفي دراسة أجريت عام 2005 على 105 من "أطفال ما بعد التبني المؤسسي من بلدان أخرى"، تبين أن أكثر من نصف هؤلاء الأطفال الذين تُبنوا في الولايات المتحدة كانوا من الصين وروسيا. أظهر الأطفال من أوروبا الشرقية في البداية "تأخرًا في النمو لمدة شهر واحد لكل خمسة أشهر قضوها في المؤسسات. كما أظهروا تأخرًا في المهارات الحركية الدقيقة (82%)، والمهارات الحركية الإجمالية (70%)، واللغة (59%)، والمهارات الاجتماعية والعاطفية (53%)." وفي تحليل ما بعد التبني، وجدت الدراسة أن 60.4% من الآباء المتبنين أفادوا بعدم وجود "صعوبات طبية أو نمائية مستمرة لدى أطفالهم". وبينما أفادت هذه الدراسة بنتائج جُمعت من 105 أطفال، أشار مؤلفوها إلى ضرورة جمع المزيد من المعلومات لتقييم التغييرات التي يُحدثها التبني في نمو وتطور الأطفال الذين سبق إيداعهم في المؤسسات.